# Кей, Джон (изобретатель)
Джон Кей (16 июля 1704 года — 1779 года) — английский ткач-суконщик и механик.

## Биография
Родился в 1704 году в городе Бери, Ланкашир. По профессии суконщик. В 1730 году переехал в Колчестер. Там изготовлял детали для ткацких станков. Так-же в 1730 он получил патент на крутильную машину для производства ровницы из гребенной и козьей шерсти.
В 1733 году предложил механический (самолётный) челнок для ручного ткацкого станка. Изобретение освободило ткача от необходимости вручную пробрасывать челнок через зев и позволило вырабатывать широкие ткани на станке, обслуживаемом одним ткачом (раньше для этого требовалось два ткача).
Умер во Франции в 1779 году.